# NGC 7223
NGC 7223 في الفهرس العام الجديد، هي مجرة، تقع في كوكبة العظاءة. اكتشفت في 8 نوفمبر 1790 بواسطة ويليام هيرشل.

## روابط خارجية
- NGC 7223 على موقع ويكي سكاي: DSS2, SDSS, GALEX, IRAS, Hydrogen α, X-Ray, Astrophoto, Sky Map, Articles and images